# Bulgnéville
Bulgnéville är en kommun i departementet Vosges i regionen Grand Est i nordöstra Frankrike. Kommunen ligger i kantonen Bulgnéville som tillhör arrondissementet Neufchâteau. År 2022 hade Bulgnéville 1 523 invånare.

## Befolkningsutveckling
Antalet invånare i kommunen Bulgnéville
| Referens: INSEE |